# Aphloghistische Lampe
フレームレスランプは1816年にハンフリーデイビーによって開発された鉱山労働者のための安全ランプです。  このランプは裸火がなくても点灯するので、アフロロジスティックあり、したがって当時の他の従来の鉱山労働者より決定的に有利です。
このランプは デービー灯 に関連していますが改良です。

## 歴史
19日の初めに  センチュリーはの始まりによるものであった工業化 、より多くの石炭エネルギー源として必要。  これは、必要な量の石炭を抽出するために 、より深い継ぎ目から石炭を抽出することを必要とした。  鉱山ガス （主にメタン ）は浅い深さのピットから容易に逃げることができたが、当時の換気が悪いために鉱山ガスはより深い深さから安全に逃げることができなかった。  その結果、低レベルでCMMと空気の爆発性混合物が形成され、これは暴風雨と呼ばれていました 。  しかし、良い照明は地下で不可欠であるため、当初は露天掘り鉱山労働者しか利用できなかったため、これは鉱山労働者にとって大きな問題となりました。  裸火はしばしばピットの中で暴風雨の爆発をもたらし、それによって爆発が引き起こされることのない照明の可能性について探求された。  1815年、イギリスの化学者Humphry Davyが安全な鉱夫用ランプを開発するよう依頼されました。  最初に、鋼鉄の車輪が使用されました。そして、それは火打ち石を通り越して引きずり、ピットを照らすために火花を投げました。  これは爆発を完全に防ぐことはできず、比較的低い光度を持っていました。  初めに、実験はまた、発光燐光体 、煉瓦およびまた電灯を用いて行われた。  デイビーは、1801年に、電流によって強く加熱されると、プラチナワイヤーが輝いて光を放つことをすでに観察していました。  しかし、これらの方法のどれも望ましい成功を生みませんでした、そして、Davyは最初に鉱山ガスの特性を研究することに向きました。  調査のために異なる熱源を使用するとき、彼は、直火のないガス - 空気混合物が５９５℃の比較的高い着火温度を必要とすることを見出した。  通常の鉱山労働者のランプを安全にするために、今度は直火を金属製の金網で囲み、それによって火炎の熱を非常に素早く放散させ、それによって点火温度を衝撃天候の爆発限界以下に押し上げた。  金網が赤熱するまで加熱されたときでさえ、この技術は防爆でした。 
しかし残された不利な点は、ピット爆発が発生したり酸素が不足したりした場合、ランプの炎が消え、採掘者が光なしで安全に到達するのが困難だったことです。  たとえ彼らが実際の爆発から免れられていたとしても、多くの鉱夫がその時に死にました。  この問題に対する解決策として、Davyは1816年にすでに行った発見を使用しました。  彼は空気とメタンの混合物が予熱された白金線に炎なしで反応することを観察した。  白金線が輝き始めるほど多くの熱が放出されます。  酸素の欠乏または爆風のために鉱夫のランプの炎が消えたときも、輝きは持続しました。  この経験で、彼は今鉱山ランプの既存の技術を向上させました。 

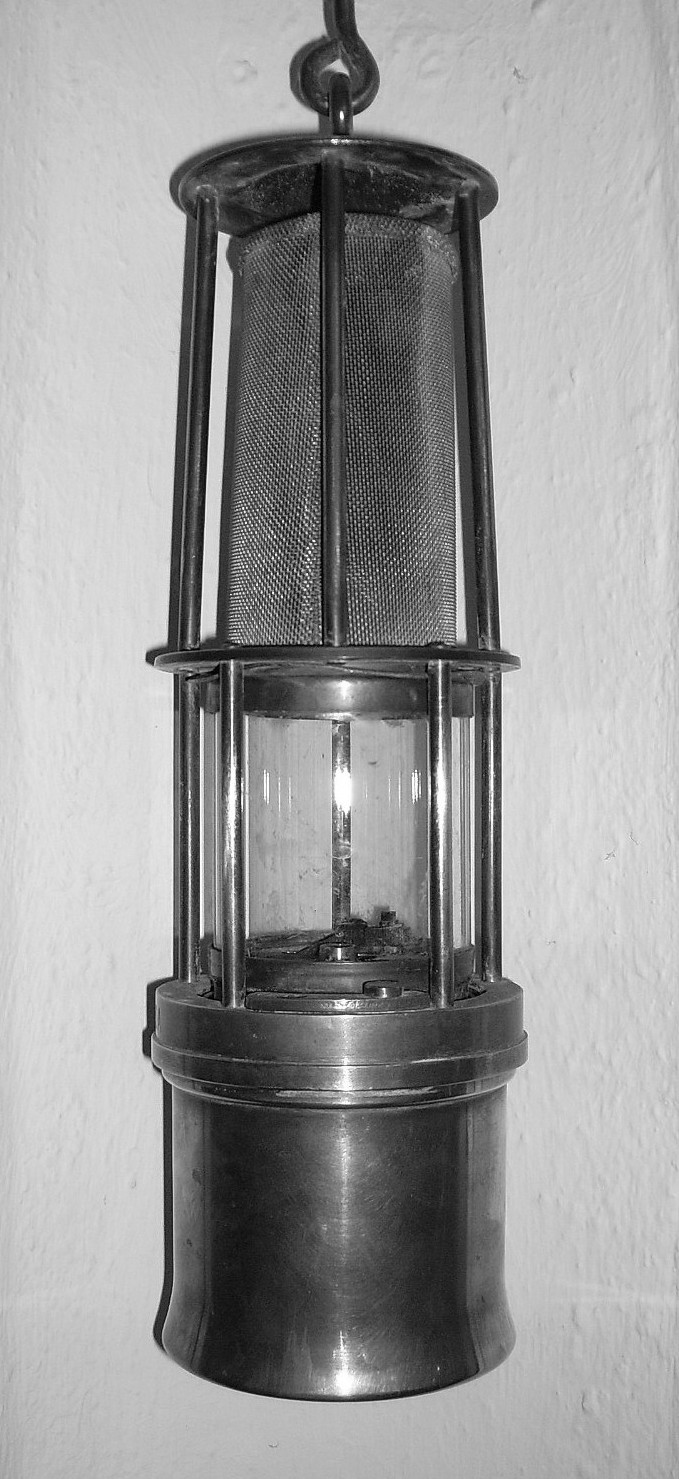
メタルグリッド付マイナーズランプ

## テクノロジー
デイビーは既存の安全ピットライトを使用し、コイルが芯を越えて炎の中に突き出るように、らせん状に曲がったプラチナワイヤーをスピリットランプの芯に取り付けることによってそれらを改良した。  これらの巻線は炎によって加熱され、炎が消えた後もガスがすべて消費されるまで白熱し続けた。  その後、このランプはさまざまな形で販売され、製造が容易であるため広く使用されました。 
このランプの欠点は、しかし、まだ比較的低い光度であり、彼女は不健康なEthanalの後に不快な臭いを広げたということでした。  さらに、プラチナ価格の高さもまた不利でした。  しかしながら、他方では、言及された利点、そしていつでも白熱線上で必要とされたときに新しい火が燃やされることができるということに立った。 
主反応において、 アルコールは酸素と変換される。
{\displaystyle {\ce {CH3-CH2OH + 3O2 -> 2CO2 + 3H2O}}} {\displaystyle {\ce {CH3-CH2OH + 3O2 -> 2CO2 + 3H2O}}}
最も重要な副反応は、酸素欠乏下でのエタノールのエタナールへの変換である。
{\displaystyle {\ce {2CH3CH2OH + O2 -> 2CH3CHO + 2H2O}}} {\displaystyle {\ce {2CH3CH2OH + O2 -> 2CH3CHO + 2H2O}}}
反応は、ここで行われ、触媒として金属線で、 触媒 。 

## 変種
白金に代わるものは、有効性の降順で、次の材料である：白金＞ 銅 ＞銅（ 銀メッキ ）＞ コンスタンタン ＞ ニッケル 。  他のワイヤは、銀のようにそれ自体が十分に反応しないこと、または熱に耐えられないことを示しています。 
メタノール 、 石油エーテル 、 アセトンおよび他の混合物も代替燃料として使用された。  しかしながら、 ホルムアルデヒドは有毒なメタノールの反応中に形成され、それは不適切であることが証明された。  石油エーテルでのみ、不健康なエタンの強い匂いが欠けていました。 